# Autopista León-Astorga
La autopista León-Astorga o AP-71 es una autopista de peaje española situada en la provincia de León. Tiene una longitud de 37,7 km y va desde la salida 143 de la A-66 hasta la salida 323 de la A-6. Posee seis enlaces, todos ellos totales y cuenta con una área de servicio a la altura de Robledo de la Valdoncina, en el kilómetro 3.

## Historia
La autopista de peaje fue adjudicada en el año 2000.
Antes de que cambiaran el nombre de las autovías y autopistas en diciembre de 2003 se llamaba A-12.
Su gestión está cedida a la empresa Autopistas de León S.A (Aulesa), empresa del grupo Abertis. La duración de la concesión es de 55 años tras modificarse el pliego de condiciones, poniendo el fin del cobro de tributos en el 2055 en vez de 2021.
Durante su ciclo de vida la autopista ha sido objeto de varias tareas de mantenimiento relacionadas con un mal estado del firme así como su pobre señalización.
Entró en servicio el 23 de diciembre de 2002 tras la inauguración por parte del entonces ministro Francisco Álvarez-Cascos. Su construcción se llevó a cabo en 21 meses con una inversión de 115,2 millones de euros. 
En el año 2007 se abre una circunvalación, inaugurada por la ministra Magdalena Álvarez, que conecta la AP-71 con la A-66, AP-66, N-630 y LE-30. Esta circunvalación tiene una longitud de 5,98 kilómetros y tuvo un coste de 37 millones de euros. Su previsión de tráfico estaba entre 9.000 y 15.000 vehículos diarios.
Con una decisión comunicada por el Ministerio de Transportes, Movilidad y Agenda Urbana el 22 de noviembre de 2017 se crea un desvío obligatorio del transporte pesado de mercancías en el kilómetro 32 de la carretera N-120 para mejorar su seguridad vial y descongestionarla. Este desvío prevé liberarla de 700 vehículos diarios. El tráfico de mercancías obtendrá una bonificación del 75 % en el peaje si se usa telepeaje y del 71,2 % para el resto de vehículos pesados de tipo 2. Dicha bonificación correrá a cargo de la Junta de Castilla y León en un 60 % y el 40 % restante recae en el Ministerio de Transportes, Movilidad y Agenda Urbana del Gobierno de España. El tráfico ligero no recibirá ningún tipo de rebaja.

## Críticas
Se han registrado críticas al peaje por considerarlo elevado. También se han registrado críticas entre autóctonos de pueblos vecinos y peregrinos por un elevado nivel sonoro así como la peligrosidad que supone cruzar la carretera N-120, con 622 accidentes con 8 personas fallecidas, 26 heridas de gravedad y 217 leves en el periodo 2011-2016. La N-120 cuenta con un IMD entre los 10.000 y 20.000 vehículos. En cambio la AP-71 con un IMD de 4.000 vehículos permanece infrautilizada.
La patronal FELE se opone al desvío obligatorio a menos que la bonificación sea del 100%. Por el mismo motivo la asociación Altradime quiere reunirse con el consejero de Fomento. Los hosteleros y gasolineras afectados por el desvío prevén una afectación en su volumen de negocio de hasta el 50 % en gasolineras y 20 % en hostelería por lo que piden acceso fácil a las zonas afectadas.

## Tráfico
La IMD (intensidad media diaria) tuvo un descenso acumulado en el período 2008-2014 del 32,24 %. En el periodo 2015-2016 ha registrado un repunte en el tráfico de vehículos aunque se sigue manteniendo por debajo de los niveles del año 2008.
Esta tabla muestra la evolución de la intensidad media diaria desde 2003:
| Ejercicio | Intensidad media diaria total | % Variación | Intensidad media diaria pesados | % variación pesados |
| --------- | ----------------------------- | ----------- | ------------------------------- | ------------------- |
| 2024      | 5 631                         | 6,0         | 717                             | 9,4                 |
| 2023      | 5 311                         | 6,6         | 656                             | 4,2                 |
| 2022      | 4 982                         | 5,2         | 629                             | 2,5                 |
| 2021      | 4 734                         | 31,6        | 614                             | 12,1                |
| 2020      | 3 596                         | -27,3       | 548                             | -11,1               |
| 2019      | 4 944                         | 8,3         | 616                             | 5,2                 |
| 2018      | 4 564                         | 2,9         | 586                             | 10,4                |
| 2017      | 4 435                         | 6,3         | 531                             | 2,3                 |
| 2016      | 4 172                         | 8,4         | 519                             | 7.5                 |
| 2015      | 3 849                         | 6,2         | 483                             | 6.6                 |
| 2014      | 3 623                         | -0,9        | 453                             | 3.7                 |
| 2013      | 3 656                         | -9,0        | 437                             | -13.6               |
| 2012      | 4 017                         | -15,3       | 506                             | -13.9               |
| 2011      | 4 745                         | -11,4       | 588                             | -15.0               |
| 2010      | 5 357                         | +4,0        | 692                             | 19.7                |
| 2009      | 5 152                         | -3,6        | 578                             | -16.8               |
| 2008      | 5 347                         | +4,4        | 695                             | -1.3                |
| 2007      | 5 123                         | +20,0       | 704                             | 25.7                |
| 2006      | 4 270                         | +8,3        | 560                             | 9.2                 |
| 2005      | 3 943                         | +5,2        | 513                             | 4.3                 |
| 2004      | 3 749                         | -12,2       | 492                             | 27.1                |
| 2003      | 4 272                         |             | 387                             |                     |

## Tramos
| Denominación | Tramo                                          | Kilómetros | Año servicio |
| ------------ | ---------------------------------------------- | ---------- | ------------ |
| AP-71        | Astorga A-6 - Valverde de la Virgen A-66 LE-30 | 37,7       | 2002         |

## Salidas
| Número de Salida | Nombre de Salida                      | Carretera que enlaza |
| ---------------- | ------------------------------------- | -------------------- |
|                  | Continua por León                     | LE-30                |
| 1A               | Campomanes - Oviedo León - Aeropuerto | AP-66 N-120          |
| 1B               | Madrid - Burgos                       | A-66                 |
|                  | Área de Servicio de Robledo           |                      |
| 10               | Villadangos del Páramo                | N-120                |
|                  | Peaje sentido León - Oviedo           |                      |
| 23-24            | Hospital de Órbigo - La Bañeza        | LE-420               |
|                  | Peaje sentido Astorga - La Coruña     |                      |
| 34               | San Justo de la Vega - Nistal - León  | N-120                |
| 36               | Astorga - La Bañeza                   | N-6                  |
| 37               | La Coruña - Madrid                    | A-6                  |
|                  | Continua por La Coruña - Madrid       | A-6                  |